# فلیکس ارنهافت
 فلیکس ارنهافت (آلمانی: Felix Ehrenhaft؛ زاده ۲۴ آوریل ۱۸۷۹ درگذشته ۴ مارس ۱۹۵۲) یک فیزیک‌دان در زمینه فیزیک نظری اهل اتریش بود.